# Sách Hanh
Sách Hanh (chữ Hán giản thể:册亨县, bính âm: Cèhēng Xiàn, âm Hán Việt: Sách Hanh huyện) là một huyện thuộc Châu tự trị dân tộc Bố Y và dân tộc Miêu Kiềm Tây Nam, tỉnh Quý Châu, Cộng hòa Nhân dân Trung Hoa. Huyện này có diện tích 2596 ki-lô-mét vuông, dân số năm 2002 là 220.000 người. Mã số bưu chính là 562200. Chính quyền huyện đóng ở trấn Giả Lâu. Huyện Sách Hanh được chia thành 7 trấn và 7 hương.
- Trấn: Giả Lâu, Xảo Mã, Nhũng Độ, Nha Địa, Ương Bá, Bá Lại và Pha Muội.
- Hương: Hoa Nhũng, Bách Khẩu, Đạt Ương, Bật Hữu, Nãi Ngữ và Uy Bàng.

Thời Xuân Thu Chiến Quốc, khu vực này thuộc Dạ Lang quốc.
Phá hoài ta ư